# Thaumatagrion funereum
Thaumatagrion funereum – gatunek ważki z rodziny łątkowatych (Coenagrionidae); jedyny przedstawiciel rodzaju Thaumatagrion. Do 2013 roku zaliczano go do pióronogowatych (Platycnemididae). Endemit Nowej Gwinei; występuje w północnej części wyspy, głównie w okolicach miasta Jayapura.